# Eparchie galičská
Eparchie Galič je eparchie ruské pravoslavné církve nacházející se v Rusku.

## Území a titul biskupa
Zahrnuje správní hranice území Antropovského, Vochomského, Galičského, Kadyjského, Kologrivského, Makarjevského, Manturovského, Meževského, Nějského, Oktjabrského, Ostrovského, Pavinského, Parfeněvského, Ponazyrevského, Pyščugského, Soligaličského, Čuchlomského a Šarinského rajónu Kostromské oblasti.
Eparchiálnímu biskupovi náleží titul biskup galičský a makarjevský.

## Historie
Eparchie byla zřízena rozhodnutím Svatého synodu dne 27. prosince 2016, a to oddělením území z kostromské eparchie. Je součástí kostromské metropole.

## Seznam biskupů
od 2017 Alexij (Jelisejev)